# Кујтим Шаља
Кујтим Шаља (алб. Kujtim Shala; Призрен, 13. јул 1964) хрватски је фудбалски тренер и бивши фудбалер албанског порекла. Играо је на позицији везног играча.